# Lendvay Kamilló

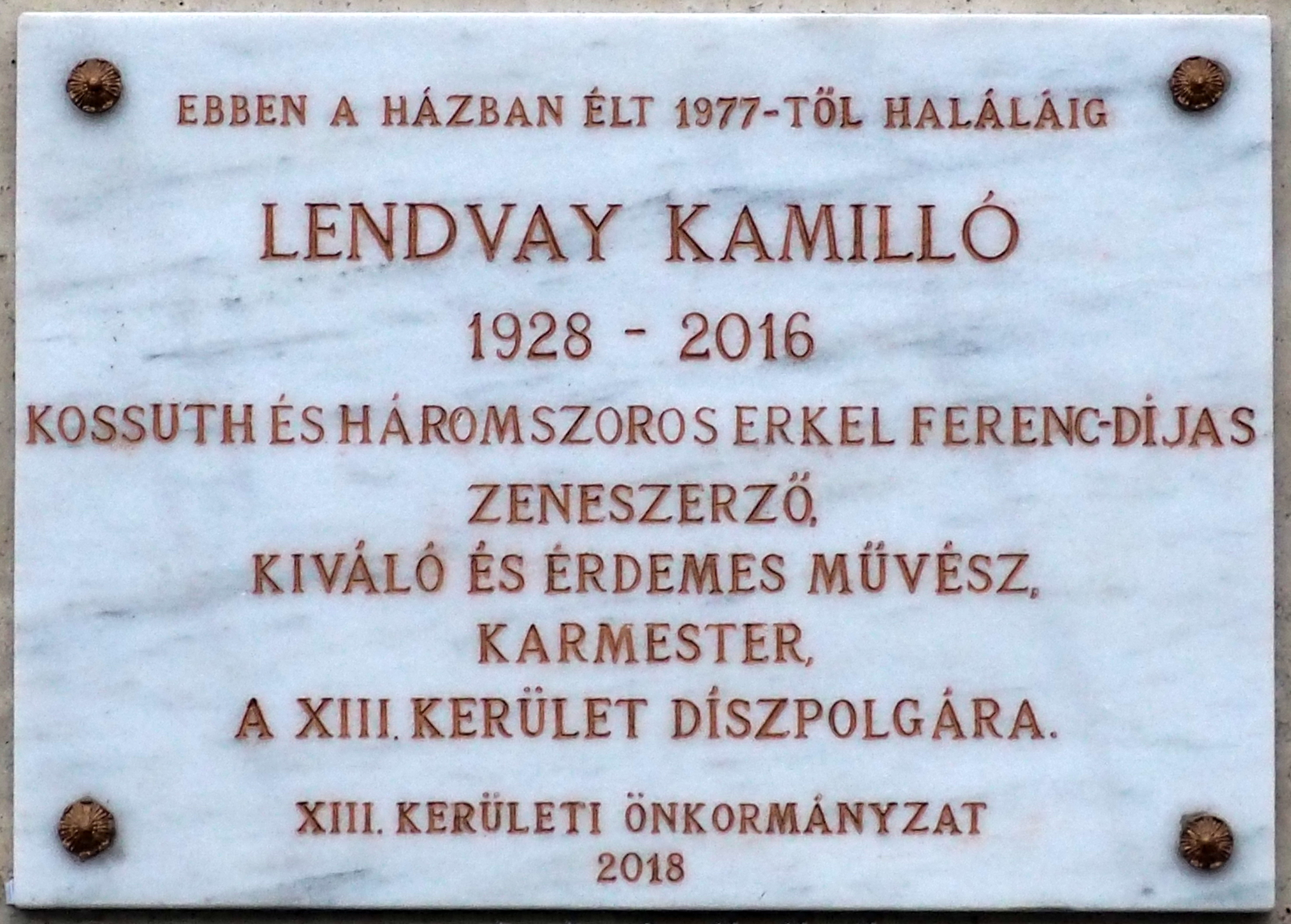
Emléktáblája egykori lakhelyén (Budapest XIII., Szent István park 23.)

Lendvay Kamilló (Budapest, 1928. december 28. – Budapest, 2016. november 30.) Kossuth- és Erkel-díjas magyar zeneszerző, karmester.

## Élete, munkássága
Zongorázni tanult Varró Margitnál, majd 1944-ig Kálmán György ingyenes tanítványa volt (szülei nem tudták volna fedezni tanulmányait a budapesti Fodor Zeneiskolában), majd a Zenészek Szabad Szakszervezetének iskolájában tanult Hajdú Annánál. 1949-ben nyert felvételt a Liszt Ferenc Zeneakadémiára, ahol 1957-ig Viski János zeneszerzés-tanítványa volt, és két évig Somogyi László karmester is a mestere volt, zongorát Kósa Györgytől, Ticharich Zdenkától, Ferenczy Györgytől és Ambrózy Bélától tanult. Közben a könnyű műfajba is kirándult: játszott dixieland-együttesben, bálokon és az Angol Parkban zongorázott. Tanulmányai alatt katona is volt három évig: a Légierők Zenekara trombitása volt.
1957-ben a Szegedi Nemzeti Színház karmestere, korrepetitora, az operatársulat és a kórus vezetője lett. 1960 és 1966 között az Állami Bábszínház zenei vezetőjeként dolgozott, majd 1968-ig a Magyar Néphadsereg Központi Művészegyüttesének művészeti vezetője, 1970-től pedig a Budapesti Operettszínház karmestere volt. 1962 óta a Magyar Rádió lektora. 1972-ben a Liszt Ferenc Zeneművészeti Főiskola zeneelmélet-tanára lett, 1976-tól 1992-ig tanszékvezető egyetemi tanára volt.
Zeneszerzői munkássága rendkívül szerteágazó, a zenei műfajok csaknem mindegyikére kiterjed, a szimfonikus művektől a kamarazenén át az operáig terjed, és figyelemre méltó fúvószenekari munkássága is. Műveit a hazai koncertpódiumokon kívül Európa és Ázsia országain kívül az Amerikai Egyesült Államokban is játsszák. Művei többségéből hangfelvétel készült, A tisztességtudó utcalány lemezfelvétele megkapta a párizsi Grand Prix International du Disque Lyrique kitüntetését 1979-ben.
Még főiskolás korában írta Mesemondó tánc című fúvószenekari darabját (a Pénzügyőrzenekar számára), a Triószerenád-ot (ez volt első nyomtatásban megjelent műve), a Rapszódiát hegedűre és zongorára, valamint a Vonóstrió-t. A magyar zenei élet figyelmébe 1960-ban került, amikor bemutatták Concertinó-ját. Az 1970-es évek fontos alkotásai az Orogenesis című oratórium és a Pro Libertate című kantáta, illetve a Thomas Mann József és testvérei című regénye alapján íródott Jelenetek kantáta. 1972-ben, a Magyar Televízió felkérésére komponálta A bűvös szék című egyfelvonásos operáját, amely Karinthy Frigyes írása alapján készült. Ugyancsak a televízió rendelte meg a A tisztességtudó utcalány című operát (Jean-Paul Sartre drámája alapján), amelyet az intézmény 1978-ban mutatott be. Mindkét operát – Görlitzben és Párizsban – színpadon is bemutatták. 1975-ben komponált Csellóverseny-e (Pezzo Concertato per violoncello e orchestra) a trieszti zeneszerzőverseny I. díját nyerte el. 1989-ben Párizsban mutatták be a Festival d’Art Sacre felkérésére készült Via crucis-t. 1991-ben a Stabat Mater-ét is Párizsban mutatták be, a Forum des Orgue fesztiválon. 2000-ben Zongoraversenyt írt, a 2005-ös Tsunami-t a Kiskunfélegyházi Koncert Fúvószenekar számára írta. 2007-ben a Bartók vonósnégyes ötvenéves fennállására komponált darabot, 2008-ban mutatták be a kvartett számára komponált II. vonósnégyest. 2008-ban a Vaszy Viktor Kórus ötvenéves jubileumára írta Psalmus XCV (Kilencvenötödik zsoltár) című művét. A 2009-ben írt Jazz szimfóniát a Szegedi Szimfonikus Zenekar mutatta be.

## Emlékezete
2017. március 3-án mutatták be A tisztességtudó utcalány című operáját a HungarianLateNight keretében.
2018. október 30-án leplezték le az emléktábláját egykori lakóházán

## Művei
- Mesemondó tánc – fúvószenekarra (1952)
- Triószerenád hegedűre, brácsára és gordonkára (1954)
- Rapszódia hegedűre és zongorára (1955)
- Kis szvit – fúvószenekarra (1956)
- Mauthausen – szimfonikus költemény zenekarra (1958)
- Tragikus nyitány – zenekarra (1958)
- Concertino zongorára, fúvósokra, ütőkre és hárfára (1959, 1982-ben átdolgozva)
- Három farsangi maszk – koncert fúvószenekarra (1960)
- A rendíthetetlen ólomkatona – szimfonikus szvit Andersen meséje alapján, narrátorral (1961)
- 1. hegedűverseny (1962)
- 1. vonósnégyes (1963)
- Négy duó fuvolára és zongorára (1965)
- Négy invokáció – zenekarra (1966)
- Téli reggel – vegyeskar Hollós Korvin Lajos versére (1966)
- Concerto da camera/Kamarakoncert (1969)
- Kocsiút az Éjszakában – kantáta (1970)
- Orogenesis – oratórium (1970)
- A bűvös szék – opera (1972)
- Kifejezések 11 vonósra (1974)
- Disposizioni – cimbalomra (1975)
- Pezzo Concertato per violoncello e orchestra/Csellóverseny (1975)
- Pro Libertate – kantáta (1975)
- Favágó – vegyeskar József Attila versére (1975)
- A tisztességtudó utcalány – opera Jean-Paul Sartre műve alapján (1978)
- Egy cimbalom átváltozása (1979)
- Kvintzene szólógordonkára (1979)
- Öt pökhendi ötlet – rézfúvós szextettre (1979)
- Tájdal – Weöres Sándor versére, ének, cimbalom (1979)
- Sotto voce No. 2 – Verlaine Chanson d’automne című versére (1979)
- A csend harmóniája – zenekarra (1980)
- Jelenetek – Thomas Mann: József és testvérei tetralógiájából szoprán és basszus szólóra és zenekarra, német nyelven (1981)
- Öt tétel idézőjelben (1981)
- As You Like It – két zongorára (1983)
- Senza sordina – koncertdarab trombitára és zongorára (1983)
- Fesztiváljáték nyitány – koncert fúvószenekarra (1984)
- 24 duó két hegedűre (1985)
- Concertino semplice – cimbalomra és vonós kamarazenekarra (1986)
- 2. hegedűverseny (1986)
- További nyolc pökhendi ötlet – rézfúvós kvintettre (1986)
- Variazioni con tema – for trumpet and organ (1986)
- Tiszteletem, Mr. Goodman! (1987)
- Chaconne – zenekarra (1988)
- Via crucis – oratórium vegyeskarra és 11 hangszerre (1989)
- Concerto trombitára és fúvószenekarra (1990)
- Fantázia és fúga (1990)
- Kettősverseny hegedűre, cimbalomra és vonós kamaraegyüttesre (1991)
- Stabat Mater – oratórium mezzoszoprán szólóra vegyeskarra, orgonára és zenekarra (1991)
- Tercjáték – fuvolára és zongorára (1993)
- A tücsök, a hangya és a többiek – kamaraegyüttesre, narrátorral (1993)
- 12 könnyű hegedűduó gyermekeknek (1994)
- Csajkovszkij mester utolsó üzenete – koncert-fúvószenekarra (1994)
- Három tétel – fagottra és zongorára (1994)
- Die Himmlische Stadt – Zitate aus der Offenbarung des Johannes (1994)
- Rondó két trombitára és zenekarra (1994)
- Musica la dolce – una serenata per archi (1995)
- Six B. to B. – zongorára (1995)
- Tanulmány mélyhegedűre (1995)
- Concerto szopránszaxofonra, zenekarra és 12 női hangra (1996)
- Szvit No. 2 – koncert-fúvószenekarra (1996)
- Két capriccio – trombitára (1997)
- Sotto Voce No. 3, In memoriam Claude Achille Debussy (1997)
- Rapszódia – zenekarra (1997)
- Az erdő dalai (1999)
- Hét rövid darab két csellóra (1999)
- Kettős játék két cimbalomra (2000)
- Zongoraverseny (2000)
- Requiem – szoprán szólóra, vegyeskarra és zenekarra (2003)
- A mennyei város – Idézetek János Jelenések könyvéből – basszus szólóra, gordonkaszólóra, vegyeskarra és kamarazenekarra (2004)
- Tsunami (2005)
- Szonáta gordonkára (2006)
- Három tétel harsonára (2007)
- 2. vonósnégyes (2007)
- Psalmus XCV (Kilencvenötödik zsoltár) – vegyeskarra és négy harsonára (2008)
- Jazz szimfónia (2009)

## Díjai, elismerései
- Erkel Ferenc-díj (1962, 1964, 1978)
- SZOT-díj (1966)
- Nemzetközi Zeneszerzői Verseny első díja (1975)
- Érdemes művész (1986)
- Bartók–Pásztory-díj (1989, 2005)
- Kiváló művész (1997)
- Kossuth-díj (1998)
- Ezüst Toll díj (1998)
- Artisjus-díj (2004)
- XIII. kerület díszpolgára (2010)